# Mycteroperca rosacea
Mycteroperca rosacea је зракоперка из реда Perciformes и фамилије Serranidae. 

## Угроженост
Ова врста се сматра рањивом у погледу угрожености врсте од изумирања.

## Распрострањење
Мексико је једино познато природно станиште врсте.
ФАО рибарска подручја (енг. FAO marine fishing areas) на којима је ова врста присутна су у источном централном Пацифику.

## Популациони тренд
Популација ове врсте се смањује, судећи по расположивим подацима.

## Станиште
Станиште врсте су морски екосистеми.